# Елизаветовка (Лозовский район)
Елизаве́товка (укр. Єлизаветівка), село,
Елизаветовский сельский совет,
Лозовской район,
Харьковская область.
Код КОАТУУ — 6323981201. Население по переписи 2001 года составляло 1165 (542/623 м/ж) человек.
Являлось до 2020 года административным центром Елизаветовского сельского совета, в который не входили другие населённые пункты.

## Географическое положение
Село Елизаветовка находится на расстоянии в 5 км от пгт Краснопавловка, по селу протекает пересыхающая речушка, которая впадает в Краснопавловское водохранилище.
Выше по течению на расстоянии в 1 км расположено село Добро́бут, рядом проходит автомобильная дорога Р-32.

## История
- Дата основания — до 1875 года.
- При СССР в селе работал колхоз «Родина», центральная усадьба которого находилась в Елизаветовке и где работал его зооветеринарный участок.[1]
- На 1992 год в селе действовали колхоз «Родина», автоматическая телефонная станция (АТС), Дом культуры, домоуправление, фельдшерско-акушерский пункт (ФАП), магазины, детский сад, школа, отделение связи.[1]

## Происхождение названия
На территории УССР имелись ещё (кроме данного) 20 населённых пунктов с названием Елизаветовка.
Название селу было дано в честь Императрицы Всероссийской Елизаветы, дочери Петра Первого.
В XIX веке были «верноподданнически» названы в Павлоградском уезде два недалеко расположенных села (слободы): одно — в честь Всероссийской императрицы Екатерины Великой — Екатери́новка, другое — в честь Всероссийской императрицы Елизаветы — Елизаве́товка.

## Экономика
- При СССР в селе были молочно-товарная и свинотоварная фермы.
- Частное арендное сельскохозяйственное предприятие «Гарант».
- «Ольга» — фермерское хозяйство.

## Достопримечательности
- Братская могила советских воинов РККА. Похоронены 415 павших воинов.